# 相樂伊織
相樂伊織（日语：／ Sagara Iori */?，1997年11月26日—）是日本女藝人，為女子偶像團體乃木坂46前成員，埼玉縣出身，所屬經紀公司為am。2013年以乃木坂46二期生身分出道。2018年7月16日自乃木坂46畢業。

## 經歷
2012年，相樂參加了由經紀公司堀製作舉辦的「37th Horipro Talent Scout Caravan 2012」徵選，並且成功晉身最後十強，同期晉身決賽者有佐野日向子、優希美青和前AKB48成員太田奈緒等等。
2013年3月28日，通過乃木坂46二期生徵選，二期生大多在同年5月於赤坂ACT劇場舉行的舞台劇《16人的主角deux》的東京公演中首次亮相，但是她就讀的學校禁止參與演藝活動而推遲至2014年6月14日才正式歸隊，在這段期間她經常前往觀看乃木坂46的公演。7月11日，在Zepp Blue Theater六本木舉行的Under Live中首次參與了演唱會。8月7日，以研究生身份在乃木坂46官方博客發表其首篇文章。10月15日，以小嶋坂46（こじ坂46）的名義在Zepp Blue Theater六本木演唱了《風的螺旋》。12月16日，以指坂46（さし坂46）的名義，出席了第4屆AKB48紅白對抗歌合戰，與成員秋元真夏、堀未央奈、衛藤美彩、佐佐木琴子、齋藤飛鳥、深川麻衣和HKT48成員指原莉乃一同演唱了《第幾次的藍天？》。
2015年1月19日，乃木坂46在東京電視台的冠名節目《乃木坂在哪裡？》中公佈了單曲《生命如此美好》的選拔陣容，她首次成功入選。同日，開通了個人的乃木坂46官方博客。4月23日，首次登上時尚雜誌《Soup.》，5月1日則首次登上了另一時尚雜誌《Mini》。9月28日，成為埼玉電視台節目《相樂與清人的乃木坂噗噗噗》的主持人，這是她首次擔任電視節目主持人。
2016年11月20日，與芥川龍之介獎得主羽田圭介、職業摔角手超級竹葉糰子機器、明石家秋刀魚的女兒藝人IMALU、《日刊體育》記者小谷野俊哉一同參與了預測能夠打入M-1大賽2016決賽的藝人的活動。
2017年5月2日，獲邀擔任高爾夫球電視頻道朱比特GOLF NETWORK舉辦的賽事的應援支持者。6月7日，在文化放送節目《RECOMMEN!》每年一度舉行的「女性偶像只看樣貌總選舉」中，獲選為第8位，以乃木坂46成員來說則是第4位。10月6日，與星野南、寺田蘭世擔任了乃木坂46風衣類配件的模特兒。
2018年1月5日，與川後陽菜、佐藤楓、樋口日奈、星野南、山崎怜奈一同出席在乃木神社舉行的成人禮。5月20日，與齋藤千春在靜岡縣富士市文化會館玫瑰劇場舉行的「Under Live全國巡演2018～中部系列～」的千秋樂中宣布畢業。6月13日，在文化放送節目《RECOMMEN!》每年一度舉行的「女性偶像只看樣貌總選舉」中，獲選為第13位，以乃木坂46成員來說則是第8位。7月2日，與北野日奈子、星野南一同出演了手機遊戲《乃木戀～在坡道下，那一天我戀愛了～》的電視廣告。7月8日，在東京明治神宮棒球場和秩父宮欖球場同時舉行的乃木坂46 6th YEAR BIRTHDAY LIVE，為相樂以乃木坂46成員身分最後一次參與的演唱會。7月16日，於千葉縣幕張展覽館舉行的乃木坂46第20張單曲《同步巧合》的個別握手會後，正式從乃木坂46畢業。7月31日，相樂位於乃木坂46內的部落格正式關閉。11月19日，獲雜誌《CM NOW》選為注目的100名女藝人之一，並且與部分入選者一同登上了封面。
2019年1月12日，參演了時尚秀TGC靜岡。1月17日，首次登上時尚雜誌《LARME》。3月30日，參演了時尚秀東京女孩展演。
2020年10月10日，宣布擔任B聯賽隊伍澀谷陽光搖滾的導覽員。
2021年2月28日，開設官方粉絲俱樂部「IORinc」。
2023年5月1日，在個人Instagram上宣布移籍至經紀公司am。
2024年6月27日，發行首本個人寫真集《浮泳夢》（ふぇむ）。

## 人物
相樂的夢想是成為專屬模特兒。喜歡的作家是西加奈子和辻村深月。此外，她曾經在車廂內替IDOL COLLEGE成員伊豆原Momo解圍。
憧憬的前輩是白石麻衣和若月佑美，支持的成員則是秋元真夏，與其以及鈴木絢音、渡邊米麗愛結成了真夏尊敬軍團

## 音樂作品
- 標註「★」符號表示該首歌曲有拍攝MV。

### 單曲
乃木坂46
|      | 發行日期         | 單曲名稱           | 參與歌曲名稱     | MV | 備註          |
| ---- | ---------------- | ------------------ | ---------------- | -- | ------------- |
| 11th | 2015年03月18日   | 生命如此美好       | 生命如此美好     | ★  | 出道作品 選拔 |
| 12th | 2015年07月22日   | 太陽敲敲門         | 離別時，更喜歡你 | ★  |               |
| 13th | 2015年010月028日 | 此刻，想說話的對象 | 嫉妒的權利       | ★  |               |
| 14th | 2016年03月23日   | 當春紫苑盛開時     | 不等號           | ★  |               |
| 15th | 2016年07月27日   | 赤腳Summer         | 秘密塗鴉         | ★  |               |
| 16th | 2016年11月09日   | 再見的意義         | 鞦韆             | ★  |               |
| 16th | 2016年11月09日   | 再見的意義         | 第二次的接吻     | ★  | 真夏尊敬軍團  |
| 17th | 2017年03月22日   | 大影響家           | 氣球還活著       | ★  |               |
| 18th | 2017年08月09日   | 蜃景               | Under            | ★  |               |
| 18th | 2017年08月09日   | 蜃景               | 現場之神         | ★  |               |
| 19th | 2017年10月11日   | 及時行事           | My rule          | ★  |               |
| 20th | 2018年04月25日   | 同步巧合           | 全新的世界       | ★  |               |
| 20th | 2018年04月25日   | 同步巧合           | 星探             | ★  |               |

1. ↑  站位依據官方MV及演唱會正式呈現為參考依據。

其他
| 發行日期                                    | 單曲名稱              | 參與歌曲名稱 | MV | 備註                                                       |
| ------------------------------------------- | --------------------- | ------------ | -- | ---------------------------------------------------------- |
| 2014年11月26日                              | 希望無限              | 風的螺旋     | ★  | 小嶋坂46                                                   |
| 2016年12月7日                               | 明明應該最討厭了 （大嫌いなはずだった。） | —            |    | HoneyWorks meets 沙友蘋果軍團 + 真夏尊敬軍團 from 乃木坂46 |
| 2020年6月17日（日本） 2020年6月24日（海外） | 世界中的鄰居啊        | —            | ★  | 下載限定歌曲                                               |

1. ↑  以畢業成員參與。

### 專輯
乃木坂46
|           | 發行日期        | 專輯名稱                       | 參與歌曲名稱       | 備註     |
| --------- | --------------- | ------------------------------ | ------------------ | -------- |
| 01st      | 2015年01月07日  | 透明色                         | 傾斜               | 小嶋坂46 |
| 01st      | 2015年01月07日  | 透明色                         | 自由的彼方         |          |
| 02nd      | 2016年05月25日  | 屬於我們的位子                 | 刨冰的單戀         |          |
| 03rd      | 2017年05月024日 | 最初的夢想                     | 為我扇風           |          |
| 03rd      | 2017年05月024日 | 最初的夢想                     | 指定溫度           |          |
| Under專輯 | 2018年01月10日  | 我專屬的你～Under Super Best～ | 自戀海灘           |          |
| Under專輯 | 2018年01月10日  | 我專屬的你～Under Super Best～ | 那個女人           |          |
| Under專輯 | 2018年01月10日  | 我專屬的你～Under Super Best～ | 比誰都想陪在你身邊 |          |

## 演出

### 電視劇
- 初森BEMARS（2015年7月11日－9月26日，東京電視台）：飾演 光芒[46]
- 灰姑娘情結 第1集（2024年3月1日，MBS）：飾演 理紗[47]

### 電視節目
- 相樂與清人的乃木坂噗噗噗（2015年10月10日－11月21日，埼玉電視台）- 主持人[48]
- カンニング竹山のイチバン研究所（2020年8月1日－2023年5月2日，TOKYO MX）- 研究員[49]
- 音痴的POPS（2024年7月6日－，TOKYO MX）[50]

### 網絡劇
- スカパー! 朝のTwitterドラマ 第37作「楽屋スイーツ」全5集＋總集篇（2019年11月11日－15日，完美天空!官方Twitter）- 主演[51][52]
- 高達創戰者真人版（2021年3月29日－7月19日，YouTube）：飾演 清水麻衣子[53]

### 舞台劇
- 超人力霸王 DARKNESS HEELS〜THE LIVE〜
  - DARKNESS HEELS〜THE LIVE〜（2019年9月13日、18日－23日，1010劇場）：飾演 卡蜜拉[54]
  - DARKNESS HEELS〜THE LIVE〜SHINKA（2019年12月5日－15日，CBGK澀劇!!）：飾演 卡蜜拉[55]
- MONSTER LIVE!（2019年10月1日－3日，俳優座劇場）[56]
- オフィス・RENプロデュース かげぜん（2020年1月22日－26日，東京：紀伊國屋Hall／1月29日，兵庫：兵庫縣立藝術文化中心）：飾演 たえ（主演）[57][58]
- 「きょうのよるあいてる？」～三者三様の芸人が織りなす、三つのショートドラマ～（2021年5月4日－5日，Sun Mall劇場）[59]
- 鏡之孤城（2022年5月25日－29日，東京：日光劇場／新潟：6月4日，新潟市民藝術文化會館）[60]
- 朗読劇「なななななな」（2022年7月27日，Sun Mall劇場）[61]
- 大阪松竹座開場100周年記念「夜曲～ノクターン～」（2023年6月6日－6月22日，大阪松竹座）：飾演 千代姫[62]
- 舞台「動物朋友」大大的耳朵與小小的奇蹟 Re：JAPARI STAGE!（2023年10月20日－31日，品川王子大飯店 eX俱樂部）：飾演 大耳狐（主演）[63]
- 舞台「ロッカールームに眠る僕の知らない戦争」（2024年2月2日－4日，草月Hall）[64]
- 9層公寓的超級明星（2024年2月29日－3月10日，東京：新宿Tops劇場／3月15日－17日，兵庫：AI・HALL）[65]
- 放課後戰記2024（2024年7月8日－12日、14－15日，東京alpha劇場）：飾演 護華養子（Team Pink・Blue）[66][67]
- 7SEEDS〜春之章〜（2024年12月20日－29日，全勞濟會館（日语：スペース・ゼロ））：飾演 末黒野花（主演）[68]

### 活動
- 東京女孩展演
  - SDGs推進 TGC 靜岡 2019 by TOKYO GIRLS COLLECTION（2019年1月12日，Twin Messe靜岡）[34]
  - TOKYO GIRLS COLLECTION 2019 SPRING／SUMMER（2019年3月30日，橫濱體育館）[36]
  - TGC TOYAMA 2019 by TOKYO GIRLS COLLECTION（2019年7月27日，富山市綜合體育館）[69]
  - Tokyo Girls Collection 2019 AUTUMN／WINTER（2019年9月7日，埼玉超級競技場）[70]
  - Tokyo Girls Collection 2020 AUTUMN／WINTER ONLINE（2020年9月5日，埼玉超級競技場）[71]
- GirlsAward
  - GirlsAward 2019 SPRING／SUMMER（2019年5月18日，幕張展覽館）[72]
  - GirlsAward 2019 AUTUMN／WINTER（2019年9月28日，幕張展覽館）[73]

## 書籍

### 寫真集
- 浮泳夢（2024年6月27日，集英社）[74]

### 網絡連載
- 月刊Basketball 相楽伊織のバスケ大好記（2023年8月22日－，日本文化出版）[75]

### 數位寫真集
- クロノスタシス（2023年5月29日）[76][77]
- Marguerite（2023年7月6日）[78]
- 二度目の初恋（2023年8月24日）[79]
- Memories〜prologue〜（2023年9月11日）[80][81]
- 夏の部屋で、伊織と。（2023年10月1日）[82]
- Stunning（2023年10月17日）[83]
- Lightroom（2023年10月20日）[84]
- Emotional Cut（2023年11月6日）[85]
- 酔いどれ知らず（2023年11月16日）[86]
- 彼女は美ヒップ（2024年1月12日，小学館）[87]
- 蜜のあわれ（2024年1月15日，講談社）[88][89]
- 魅惑の曲線美（2024年1月19日，扶桑社）[90][91]
- Blue Halation（2024年01月23日，光文社）[92][93]
- Secret Story（2024年1月23日，光文社）[94][95]
- Winter memories（2024年2月2日，史克威爾艾尼克斯）[96]
- 心、しずかに。（2024年3月8日，双葉社）[97][98]
- 君に恋して。（2024年5月1日，秋田書店）[99]
- 神の造りたもうた美（2024年5月2日，Wani Books）[100][101]
- 咲き誇る花は美しい（2024年5月24日，扶桑社）[102][103]
- のぞいてみる?（2024年5月24日，講談社）[104][105]
- 酔いどれ知らず（2024年7月1日，主婦之友社）[106]
- RE:浮泳夢 - FEM All Another Edition -（2024年7月31日，集英社）[107]
- 彼女は美バスト（2024年8月19日，小学館）[108]
- Home（2024年08月23日，小学館）[109][110]
- 「ハレム」相楽伊織フェチグラビア（白泉社）
  - 煌めきの中で（2023年9月29日）[111][112][113]
  - 相愛（2024年3月29日）[114][115]
- 言葉よりも。（2024年12月4日，集英社）[116]

## 外部連結
- 相樂伊織官方網站（日語）
- 乃木坂46合同會社個人介紹頁（日語）
- IORinc （页面存档备份，存于） - 相樂伊織官方粉絲俱樂部（日語）
- 相樂伊織的Instagram帳戶（2018年8月1日－）（日語）
- 相樂伊織的X（前Twitter）（2023年5月1日－）（日語）

乃木坂46時期
- 乃木坂46個人介紹頁（日語）
- 乃木坂46 相樂伊織 官方部落格（日語）（2015年1月19日－2018年7月31日）